# Jurnal TV
Jurnal TV är en moldavisk TV-kanal. Kanalen startade på internet 2009 och började året efter även sändas via satellit. Det var ursprungligen en renodlad nyhetskanal, men över gick sedan till att sända olika typer av program. 